# Cirrenalia pseudomacrocephala
Cirrenalia pseudomacrocephala är en svampart som beskrevs av Kohlm. 1968. Cirrenalia pseudomacrocephala ingår i släktet Cirrenalia och familjen Halosphaeriaceae.   Inga underarter finns listade i Catalogue of Life.